# Xenochalepus goyasensis
Xenochalepus goyasensis is een keversoort uit de familie bladkevers (Chrysomelidae). De wetenschappelijke naam van de soort werd in 1931 gepubliceerd door Maurice Pic.